# Chlamydomonas gracilis
Chlamydomonas gracilis là một loài tảo trong họ Chlamydomonadaceae, thuộc chi Chlamydomonas.